# Шарлия, Звонимир
Звоними́р Ша́рлия (хорв. Zvonimir Šarlija; род. 29 августа 1996, Копривница) — хорватский футболист, защитник клуба «Хайдук» (Сплит), выступающий на правах аренды за кипрский «Пафос».

## Клубная карьера

### «Славен Белупо»
Воспитанник клуба «Славен Белупо» из своего родного города. 22 июля 2017 года в матче ХФЛ против клуба «Локомотива» (1:0) Шарлия дебютировал за родную команду, выйдя на замену в конце матча. Под конец сезона 2017/18 стал чаще появляться на поле, с 30-го тура чемпионата Хорватии стал основным игроком. 
В сезоне 2017/18 провёл 33 матча во всех турнирах, отметившись двумя голевыми передачами. 5 ноября 2018 года в матче ХФЛ против «Интера» (0:0) хорват впервые в карьере удалился, получив две жёлтые карточки по ходу матча. По ходу сезона неоднократно примерял капитанскую повязку. 

#### Аренда в «Копривницу»
Летом 2015 года на правах аренды перешёл в «Корпивницу» до конца сезона 2015/16. 26 августа 2015 года в матче Кубка Хорватии против клуба «ХАШК» (0:2) он дебютировал за хорватскую команду. Этот матч стал единственным для хорвата за «Копривницу». По окончании аренды Шарлия вернулся «Славен».

#### Аренда в «Солин»
Летом 2016 года для получения игровой практики игрок был арендован «Солином». 20 августа в матче против дублёров загребского «Динамо» дебютировал в Первой лиге Хорватии. 26 ноября в поединке против «Сесвете» Звонимир забил свой первый гол за «Солин». Летом 2017 года Шарлия вернулся в «Славен».

#### Аренда в ЦСКА
Летом 2019 года Шарлия был арендован с правом последующего выкупа московским ЦСКА. Стоимость аренды — 150 тыс. евро. 14 июля 2019 года в матче чемпионата России против «Крыльев Советов» (2:0) он дебютировал за «армейский» клуб. 3 октября 2019 года Шарлия дебютировал в Лиге Европы, выйдя в стартовом составе в матче против «Эспаньола» (0:2). В январе 2020 года хорват покинул ЦСКА по собственной инициативе, так как был недоволен игровым временем.

#### Аренда в «Касымпашу»
18 января 2020 года на правах арендного соглашения перешёл в турецкую «Касымпашу» до конца сезона 2019/20. 19 января 2020 года в матче Суперлиги против «Трабзонспора» (6:0) он дебютировал за турецкую команду, выйдя на замену во втором тайме. 8 марта в матче Суперлиги против «Кайсериспора» (5:1) Шарлия забил дебютный гол за «Касымпашу». По окончании аренды хорват вернулся «Славен».

### «Анкарагюджю»
В сентябре 2020 года Шарлия перешёл в «Анкарагюджю», подписав контракт до июня 2022 года. Стоимость трансфера составила 350 тыс. евро. 13 сентября в матче Суперлиги против клуба «ББ Эрзурумспор» он дебютировал за новый клуб, выйдя в стартовом составе. 15 декабря в матче Суперлиги против «Хатайспора» (2:0) хорват забил дебютный гол за «Анкарагюджю». В сезоне 2020/21 получил 14 жёлтых карточек, за которые его часто штрафовали.

### «Панатинаикос»
30 июля 2021 года на правах свободного агента перешёл в греческий «Панатинаикос», подписав контракт на два года. 11 сентября 2021 года в матче Суперлиги против клуба «Аполлон Смирнис» Шарлия дебютировал за новую команду. В сезоне 2021/22 провёл 25 матчей за «Панатинаикос» во всех турнирах. 21 мая 2022 года выиграл Кубок Греции. Этот трофей стал первым в карьере хорвата.
4 августа 2022 года дебютировал в Лиге Конференций, выйдя в стартовом составе в первом матче квалификации против «Славии» (2:0). В сезоне 2022/23 провёл 24 матча за «Панатинаикос» во всех турнирах, отметившись двумя голевыми передачами.

### «Хайдук» (Сплит)
6 июля 2023 года вернулся в Хорватию, перейдя в «Хайдук» (Сплит) на правах свободного агента. Хорват подписал контракт до конца мая 2027 года. 15 июля 2023 года в матче за Суперкубок Хорватии против загребского «Динамо» (1:0) он дебютировал за новую команду, выйдя в стартовом составе. 17 сентября в матче ХФЛ против клуба «Горица» (2:1) Шарлия забил дебютный гол «Хайдук». 4 ноября в матче против «Рудеша» (1:0) хорват вышел с капитанской повязкой.
17 сентября 2024 года в матче против клуба «Билогора 91» (0:4) Шарлия забил свой первый гол в Кубке Хорватии.

#### Аренда в «Пафос»
31 января 2025 года Звонимир Шарлия на правах арендного соглашения перешёл в кипрский «Пафос» до конца сезона 2024/35. 3 февраля 2025 года в матче Первого дивизиона против клуба «Омония 29-мая» (2:1) он дебютировал за новый клуб, выйдя на замену на второй тайм.

## Достижения
«Панатинаикос»
- Обладатель Кубка Греции: 2021/22[англ.]

## Статистика
| Выступление      | Выступление      | Выступление      | Лига | Лига | Кубки | Кубки | Еврокубки | Еврокубки | Итого | Итого |
| Клуб             | Лига             | Сезон            | Игры | Голы | Игры  | Голы  | Игры      | Голы      | Игры  | Голы  |
| ---------------- | ---------------- | ---------------- | ---- | ---- | ----- | ----- | --------- | --------- | ----- | ----- |
| → Корпивница     | Вторая лига      | 2015/16          | 0    | 0    | 1     | 0     | —         | —         | 1     | 0     |
| → Корпивница     | Итого            | Итого            | 0    | 0    | 1     | 0     | —         | —         | 1     | 0     |
| → Солин          | Первая лига      | 2016/17          | 29   | 1    | 2     | 0     | —         | —         | 31    | 1     |
| → Солин          | Итого            | Итого            | 29   | 1    | 2     | 0     | —         | —         | 31    | 1     |
| Славен Белупо    | ХФЛ              | 2017/18          | 13   | 0    | 0     | 0     | —         | —         | 13    | 0     |
| Славен Белупо    | ХФЛ              | 2018/19          | 31   | 0    | 2     | 0     | —         | —         | 33    | 0     |
| Славен Белупо    | Итого            | Итого            | 44   | 0    | 2     | 0     | —         | —         | 46    | 0     |
| → ЦСКА (Москва)  | Премьер-лига     | 2019/20          | 11   | 0    | 2     | 0     | 1         | 0         | 14    | 0     |
| → ЦСКА (Москва)  | Итого            | Итого            | 11   | 0    | 2     | 0     | 1         | 0         | 14    | 0     |
| → Касымпаша      | Суперлига        | 2019/20          | 6    | 1    | 1     | 0     | —         | —         | 7     | 1     |
| → Касымпаша      | Итого            | Итого            | 6    | 1    | 1     | 0     | —         | —         | 7     | 1     |
| Анкарагюджю      | Суперлига        | 2020/21          | 32   | 1    | 1     | 0     | —         | —         | 33    | 1     |
| Анкарагюджю      | Итого            | Итого            | 32   | 1    | 1     | 0     | —         | —         | 33    | 1     |
| Панатинаикос     | Суперлига        | 2021/22          | 20   | 0    | 5     | 0     | —         | —         | 25    | 0     |
| Панатинаикос     | Суперлига        | 2022/23          | 21   | 0    | 2     | 0     | 1         | 0         | 24    | 0     |
| Панатинаикос     | Итого            | Итого            | 41   | 0    | 7     | 0     | 1         | 0         | 49    | 0     |
| Хайдук (Сплит)   | ХФЛ              | 2023/24          | 28   | 2    | 5     | 0     | 2         | 0         | 35    | 2     |
| Хайдук (Сплит)   | ХФЛ              | 2024/25          | 7    | 0    | 2     | 1     | 3         | 0         | 12    | 1     |
| Хайдук (Сплит)   | Итого            | Итого            | 35   | 2    | 7     | 1     | 5         | 0         | 47    | 3     |
| → Пафос          | Первый дивизион  | 2024/25          | 5    | 0    | 0     | 0     | 3         | 0         | 8     | 0     |
| → Пафос          | Итого            | Итого            | 5    | 0    | 0     | 0     | 3         | 0         | 8     | 0     |
| Всего за карьеру | Всего за карьеру | Всего за карьеру | 203  | 5    | 23    | 1     | 10        | 0         | 236   | 6     |

1. ↑  Кубок Хорватии, Суперкубок Хорватии, Кубок России, Кубок Турции, Кубок Греции.
2. ↑  Лига Европы УЕФА, Квалификация Лиги Конференций УЕФА, Лига Конференций УЕФА.